# Jamestown (Ohio)
Jamestown es una villa ubicada en el condado de Greene en el estado estadounidense de Ohio. En el Censo de 2010 tenía una población de 1993 habitantes y una densidad poblacional de 635,43 personas por km².

## Geografía
Jamestown se encuentra ubicada en las coordenadas 39°39′34″N 83°44′34″O / 39.65944, -83.74278. Según la Oficina del Censo de los Estados Unidos, Jamestown tiene una superficie total de 3.14 km², de la cual 3.13 km² corresponden a tierra firme y (0.33%) 0.01 km² es agua.

## Demografía
Según el censo de 2010, había 1993 personas residiendo en Jamestown. La densidad de población era de 635,43 hab./km². De los 1993 habitantes, Jamestown estaba compuesto por el 95.13% blancos, el 2.36% eran afroamericanos, el 0.05% eran amerindios, el 0.2% eran asiáticos, el 0% eran isleños del Pacífico, el 0.55% eran de otras razas y el 1.71% pertenecían a dos o más razas. Del total de la población el 0.65% eran hispanos o latinos de cualquier raza.